# Gouvernement Oddsson IV
République d'Islande
Oddson III Ásgrímsson
Le gouvernement Davíð Oddsson IV (Fjórða ríkisstjórn Davíðs Oddssonar) était le gouvernement de la République d'Islande du 23 mai 2003 au 15 septembre 2004.

## Coalition
Dirigé par le Premier ministre conservateur sortant Davíð Oddsson, il était soutenu par une coalition gouvernementale de centre droit entre le Parti de l'indépendance (Sja) et le Parti du progrès (Fram), qui détenaient 34 députés sur 63 à l’Althing, soit 53,9 % des sièges.
Il succédait au gouvernement Davíð Oddsson III, formé en 1999 et soutenu par une coalition identique. À la suite d'un accord prévoyant le remplacement d'Oddson par Halldór Ásgrímsson, ministre des Affaires étrangères et chef du Fram, en cours de législature, le cabinet a démissionné le 15 septembre 2004 et a cédé sa place au gouvernement Halldór Ásgrímsson

## Composition
| Fonction                                                  | Titulaire                      | Titulaire                               | Parti |
| --------------------------------------------------------- | ------------------------------ | --------------------------------------- | ----- |
| Premier ministre                                          |                                | Davíð Oddsson                           | Sja   |
| Ministre des Affaires étrangères                          |                                | Halldór Ásgrímsson                      | Fram  |
| Ministre des Finances                                     |                                | Geir Haarde                             | Sja   |
| Ministre de la Pêche                                      |                                | Árni Mathiesen                          | Sja   |
| Ministre de la Justice et des Affaires ecclésiastiques    |                                | Björn Bjarnason                         | Sja   |
| Ministre de l'Industrie et du Commerce                    |                                | Valgerður Sverrisdóttir                 | Fram  |
| Ministre de la Santé et de la Sécurité sociale            |                                | Jón Kristjánsson                        | Fram  |
| Ministre de l'Éducation, de la Culture et de la Recherche |                                | Tómas Ingi Olrich (jusqu'au 31/12/2003) | Sja   |
| Ministre de l'Éducation, de la Culture et de la Recherche | Þorgerður Katrín Gunnarsdóttir |                                         | Sja   |
| Ministre de l'Agriculture                                 |                                | Guðni Ágústsson                         | Fram  |
| Ministre des Transports                                   |                                | Sturla Böðvarsson                       | Sja   |
| Ministre des Affaires sociales                            |                                | Árni Magnússon                          | Fram  |
| Ministre de l'Environnement                               |                                | Siv Friðleifsdóttir                     | Fram  |